# Geoffrey Mutai
Geoffrey Kiprono Mutai (ur. 7 października 1981 w prowincji Wielkiego Rowu) – kenijski lekkoatleta, długodystansowiec specjalizujący się w biegach ulicznych i przełajowych. 

## Kariera

### Początki
Profesjonalną karierę rozpoczął w 2008, kiedy to zdobył srebrny medal mistrzostw Kenii w biegu na 10 000 metrów (z czasem 27:52,09), jednak w krajowych eliminacjach do igrzysk olimpijskich na tym samym dystansie zajął 9. miejsce z czasem o ponad 46 sekund gorszym od tego uzyskanego podczas mistrzostw kraju i nie zakwalifikował się na igrzyska. Na koniec sezonu wygrał maraton w Eindhoven uzyskując czas 2:07:50.

### 2009
10. pozycja na 12 kilometrów w mistrzostwach Kenii w biegach przełajowych nie dała mu miejsca w składzie narodowej reprezentacji na mistrzostwa świata w przełajach. Pod koniec sezonu ponownie zwyciężył w maratonie w Eindhoven ustanawiając nowy rekord życiowy – 2:07:01, oraz wygrał półmaraton w Walencji (59:30).

### 2010
W kwietniu zajął 2. miejsce w maratonie w Rotterdamie, jego rezultat z tego biegu – 2:04:55 był nowym rekordem życiowym Kenijczyka, a także 2. najlepszym wynikiem w tej konkurencji w całym sezonie 2010. Dzięki srebrnemu medalowi mistrzostw kraju na 10 000 metrów (27:27,59 – nowy rekord życiowy) wywalczył prawo startu w mistrzostwach Afryki, gdzie zdobył brązowy medal na tym dystansie.

### 2011
Sezon rozpoczął od złotego medalu mistrzostw Kenii w biegach przełajowych, co zapewniło mu miejsce w składzie reprezentacji kraju podczas mistrzostw świata w biegach przełajowych – indywidualnie zajął tam 5. miejsce, a drużynowo zdobył złoty medal.
18 kwietnia wygrał maraton Bostonie z czasem 2:03:02, lepszym od rekordu świata Etiopczyka Haile Gebrselassie (2:03:59). Wynik Kenijczyka nie może zostać jednak uznany za rekord, gdyż trasa w Bostonie ma zbyt duże nachylenie w dół (ang. downhill course) – 139 metrów, a także odległość od startu do mety jest większa niż regulaminowa. Na koniec sezonu zwyciężył w maratonie nowojorskim, ustanawiając rekord trasy – 2:05:06.

### 2012
30 września Mutai wygrał 39. Maraton Berliński czasem 2:04:15 (najlepszym na świecie w sezonie 2012, jednym z najlepszych wówczas wyników w historii tej konkurencji).

## Rekordy życiowe
| Konkurencja                   | Wynik    | Data                   | Miejsce  |
| ----------------------------- | -------- | ---------------------- | -------- |
| Bieg na 10 000 m              | 27:27,59 | 26 czerwca 2010(dts)   | Nairobi  |
| Bieg uliczny na 10 kilometrów | 27:19    | 26 czerwca 2011(dts)   | Boston   |
| Półmaraton                    | 59:30    | 22 listopada 2009(dts) | Walencja |
| Maraton                       | 2:03:02  | 18 kwietnia 2011(dts)  | Boston   |